# Marit Økern
Pour les articles homonymes, voir Økern.
Marit Økern Jensen, née le 4 avril 1938 est une coureuse d'orientation norvégienne.

## Biographie
Elle est la fille du coureur de combiné nordique Harald Økern.
Représentant le club Bærums Skiklub (en), elle remporte six titres de championne de Norvège entre 1959 et 1965 et trois kongepokal.
En 1962, lors du premier championnat d'Europe, elle décroche la médaille d'argent.